# Ellen Strömberg
Ellen Strömberg, född 1987, är en finlandssvensk författare.
Strömberg tog studenten på Jakobstads gymnasium 2006. Hon har studerat i bland annat Åbo Akademins skrivarutbildning 2013–2015 och gick Monika Fagerholms manuskurs 2016–2017. Hon har också studerat till verbal konstinstruktör 2018–2019.
2009 började hon blogga unter namnet BFF (Blejk, Fejt och Fab). Sedan 2016 har hon bloggat på hennes egna sida Din BFF Ellen.
Strömbergs första verk Jaga vatten gavs ut 2018. Med boken vann hon Finlands svenska författareföreningens debutantstipendium 2019. Strömbergs andra roman Klåda gavs ut 2019. Strömbergs tredje verk, barnboken Maggan året runt illustrerad av Elin Löf, valdes ut som kandidat till Runeberg Junior-priset 2020. Strömberg är en av de ordinarie paneldeltagarna i Yles kulturpodd Sällskapet.
2022 publicerade hon ungdomsromanen Vi ska ju bara cykla förbi och vann samma år Augustpriset.
Strömberg bor i Jakobstad.